# Kościół św. Józefa w Sękowej
Kościół Świętego Józefa – rzymskokatolicki kościół parafialny należący do parafii pod tym samym wezwaniem (dekanat Gorlice diecezji rzeszowskiej).
Obecna świątynia została wzniesiona w stylu neogotyckim w 1885 roku. 12 października 1886 roku została konsekrowana przez biskupa przemyskiego Łukasza Soleckiego. Kościół był budowany przez ówczesnego proboszcza księdza Jana Kielara, a ufundowany został przez Józefę Szymonowiczową, pochowaną pod głównym ołtarzem świątyni. Świątynia została uszkodzona w czasie ofensywy gorlickiej w trakcie I wojny światowej. Polichromia została wykonana w 1956 roku.